# Wiara i Nauka
Wiara i Nauka – seria wydawnicza Wydawnictwa WAM zainicjowana w 2003 roku. W ramach serii wydawane są ważne współczesne publikacje poświęcone dziejom nauki i roli Kościoła w jej rozwoju. 

## Wydane tomy
1. José Maria Riaza Morales SJ Kościół i nauka. Konflikt czy współpraca? (2003)
2. George V. Coyne SJ, Alessandro Omizzolo, Podróż przez wszechświat. Poszukiwanie sensu przez człowieka (2003)
3. Édouard Boné, Bóg. niepotrzebna hipoteza? Wiara a nauki przyrodnicze (2004)
4. Richard Rohr, Andreas Ebert, Enneagram. Dziewięć typów osobowości (2004)
5. George Sim Johnston, Czy Darwin miał rację? Katolicy a teoria ewolucji (2005)
6. Robert Clarke, Nowe tajemnice wszechświata (2005)
7. Berry R. J., Bóg I biolog. Wiara a nauki przyrodnicze (2005)
8. Alister McGrath, Joanna Collicutt McGrath, Bóg nie jest urojeniem. Złudzenie Dawkinsa (2007)
9. Hans-Dieter Mutschler, Fizyka i Religia. Perspektywy oraz granice dialogu (2007)
10. Fiorenzo Facchini, Przygoda człowieka. Przypadek czy stworzenie (2008)
11. John C. Polkinghorne, Jeden świat. Wzajemne relacje nauki i teologii (2008)
12. John C. Polkinghorne, Nauka i stworzenie. Poszukiwanie zrozumienia (2008)
13. John C. Polkinghorne, Nauka i opatrzność. Interakcja Boga ze światem (2008)
14. François Euvé, Darwin i chrześcijaństwo (2010)
15. Henry A. Garon, Mistyka kosmosu (2010)